# Великий Ведмідь
Великий Ведмідь (англ. Big Bear, мовою крі Mistahimaskwa; бл. 1825 — 17 січня 1888) — вождь рівнинних крі, лідер Північно-Західного повстання в Канаді.

## Ранні роки
Великий Ведмідь народився на північному заході Канади, ймовірно, неподалік від містечка Карлтон (за іншими даними — біля озера Джакфіш) близько 1825 року. Ймовірно, батьки Великого Ведмедя походили з племені оджибве, проте він виріс серед рівнинних крі в общині, що перебувала зиму в околицях Північного Саскачевана.
Згідно з даними Компанії Гудзонової затоки, в 1862 році Великий Ведмідь був лідером великої групи крі неподалік форту Карлтон. Пізніше він перебрався в район форту Пітт, де керував невеликою общиною рівнинних крі.
У 1870 році брав участь у битві на річці Беллі між рівнинними крі та чорноногими. Згідно із записами уряду Канади, Великий Ведмідь у 1874 році керував загоном крі, що складався з 520 осіб.

## Північно-Західне повстання
Наприкінці 1870-х років корінне населення канадських рівнин було змушене вести напівголодний спосіб життя. Це було пов'язано з тим, що популяція бізонів була майже повністю знищена, а канадський уряд не дотримувався угод з індіанськими племенами.
Великий Ведмідь відмовлявся підписувати договори з урядом Канади, вважаючи, що той не виконує свої обов'язки перед індіанцями, а лише хоче відібрати від них землі. Він намагався зробити так, щоб індійські резервації мали кордон одна з одною, і за потреби могли боротися разом. Дізнавшись про плани Великого Ведмедя, уряд домініона відмовив йому в цьому. Тоді Великий Ведмідь почав переговори про союз із вождем Кроуфутом, лідером сіксікава, ворогів крі.
Незважаючи на те, що Великий Ведмідь не хотів підписувати нові домовленості, він був змушений змінити своє рішення. Рівнинні крі перебували у важких умовах, чимало людей померли від голоду. Ці обставини змусили лідера племені погодитися на умови канадської влади, щоб дістати хоча б трохи продовольства для своїх підопічних. Коли канадські метиси підняли повстання, частина рівнинних крі взяла участь у збройному конфлікті.
Великий Ведмідь старався завадити вбивствам білошкірих людей, проте не зміг змусити молодих воїнів не брати участь в нападах на військових та поселенців. Незважаючи на те, що він не брав участь у бойових діях, Великий Ведмідь у 1885 році був засуджений до трьох років тюремного ув'язнення. Проте вождь був відпущений раніше у зв'язку з погіршенням стану здоров'я. Невдовзі після цього він помер у резервації рівнинних крі 17 січня 1888 року.